# Gefleckte Schüsselschnecke
Die Gefleckte Schüsselschnecke (Discus rotundatus), auch Gefleckte Knopfschnecke, Gefleckte Schlüsselschnecke oder Gefleckte Diskusschnecke genannt, ist eine Schneckenart in der Familie der Schüsselschnecken (Patulidae) aus der Unterordnung der Landlungenschnecken (Stylommatophora).

## Merkmale
Das Gehäuse ist sehr flach-kegelförmig bis fast scheibenförmig und misst im Adultstadium 5,5 bis 7 mm im Durchmesser und 2,4 bis 2,8 mm in der Höhe. Die 5,5 bis 6 Umgänge (6½) nehmen langsam zu und weisen eine stumpf-gerundete deutliche Kante an der Peripherie auf. Der Nabel ist relativ weit und tief und nimmt mehr als ein Drittel des Gesamtdurchmessers ein. Die Mündung steht schräg zur Windungsachse und ist regelmäßig querelliptisch im Umriss. Der Mundsaum ist gerade, scharf bis nur leicht abgestumpft.
Die Gehäuse sind gelblich-braun gefärbt. Auf den Umgänge sitzen rötlich-braune Flecken in mehr oder weniger regelmäßigen Abständen. Die Oberfläche ist kräftig und regelmäßig quergerippt. Es kommen selten auch Formen mit weißlichem oder hellgrünlichem Gehäuse vor, auch Exemplare ohne Flecken.
Der Geschlechtsapparat ist einfach strukturiert. Der Samenleiter dringt distal in den Penis ein, der Penisretraktormuskel setzt seitlich am Penis an, deutlich entfernt vom Penisapex. Der freie Eileiter ist kurz, die Vagina relativ lang. Die Spermathek ist klein und rundlich und besitzt einen langen, dünnen Stiel. Die Eiweißdrüse ist mäßig lang und fingerförmig.
Der Weichkörper ist bei Tieren aus Mitteleuropa auf der Oberseite bläulich, der Fuß unterhalb der Tentakeln grauweiß. In Südeuropa sind die Tiere dagegen eher blauschwarz.

## Ähnliche Arten
Die Gekielte Schüsselschnecke (Discus perspectivus) ist viel deutlicher gekielt, und der Nabel ist noch weiter im Verhältnis zur Gehäusebreite. Außerdem ist das Gehäuse dieser Art noch flacher. Die Braune Schüsselschnecke (Discus ruderatus) besitzt mit 4 bis 4½ Umgänge deutlich weniger Windungen, die Mündung ist rundlich, und außerdem fehlt das Fleckenmuster.

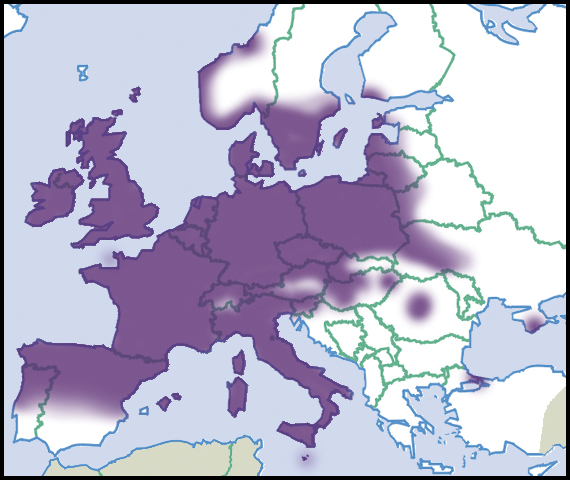
Verbreitungsgebiet der Art (in Europa)

## Geographische Verbreitung und Lebensraum
Die Gefleckte Schüsselschnecke kommt in fast ganz Europa vor. In Skandinavien ist sie auf den Süden und die Küstengebiete beschränkt. Auch in Finnland ist die Art auf die Küstengebiete des äußersten Süden beschränkt. Im äußersten Süden der Iberischen Halbinsel fehlt sie. Sie kommt auch auf den Mittelatlantischen Inseln vor. 2003 wurde auch ein Nachweis in der Türkei publiziert. Der Nachweis wird durch menschliche Verschleppung erklärt. Außerdem kommt sie auf der Krim vor. Auch aus den USA und Kanada gibt es bereits Nachweise der Art, die sicher auf Verschleppung zurückzuführen sind.
Die Gefleckte Schüsselschnecke lebt an feuchten, schattigen und geschützten Stellen im Wald, unter Bodenstreu, Totholz oder Steinen, aber auch in Gärten, Mauern, Friedhöfen, Abfallhaufen und Wiesen, ja sogar in Höhlen. In der Schweiz wurde sie in Höhen bis 2700 m gefunden. Die Tiere ernähren sich von Humus, Pilzen, Algen, aber auch von frischen Pflanzen und seltener auch Aas (tote Insekten). Die Art ist gesteinsindifferent.

## Taxonomie
Die Art wurde 1774 von dem dänischen Weichtierforscher Otto Friedrich Müller erstmals als Helix rotundata beschrieben. Es existieren einige Synonyme: Helix abietina Bourguignat, 1864, Patula azorica Mousson, 1858 und Helix machadoi Milne-Edwards, 1885. Die Gefleckte Schüsselschnecke wird von manchen Autoren auch zur Untergattung Discus (Gonyodiscus) Fitzinger, 1833 gestellt. Die beiden Untergattungen unterscheiden sich durch Details im Geschlechtsapparat. In Discus (Discus) dringt der Samenleiter distal in den Penis ein, der Penisretraktormuskel setzt seitlich am Penis an. In Discus (Gonyodiscus) ist es umgekehrt, der Samenleiter dringt seitlich in den Penis ein, und der Penisretraktormuskel setzt distal an.
Die Fauna Europaea unterteilt das Taxon außerdem in zwei Unterarten:
- Discus rotundatus subsp. rotundatus (O. F. Müller, 1774) (die Nominatunterart)
- Discus rotundatus subsp. omalisma (Fagot, 1879) (orig. Binomen: Helix omalisma[13]), die Global Biodiversity Information Facility führt mit
- Discus rotundatus subsp. abietina (Bourguignat, 1864)

noch eine dritte Unterart auf.
Wiese (2014) und Welter-Schultes (2012) benutzen weder die Untergattungeinteilung, noch die Unterarten.

## Gefährdung
Die Art wird in Deutschland als ungefährdet eingeschätzt. Auch im Gesamtverbreitungsgebiet sind die Bestände stabil und nicht gefährdet.